# Iridopsis fulvitincta
Iridopsis fulvitincta là một loài bướm đêm trong họ Geometridae.